# Salempur (Népal)
Salempur (en népalais : सलेमपुर) est un comité de développement villageois du Népal situé dans le district de Sarlahi. Au recensement de 2011, il comptait 8 117 habitants.